# Isuzu Faster
Isuzu Faster — це пікапи, що вироблялися і продавалися компанією Isuzu в період між 1972 і 2002 роками у трьох поколіннях. На зміну Faster у всьому світі, за винятком Північної Америки, прийшов Isuzu D-Max.

## Перше покоління (1972–1980)

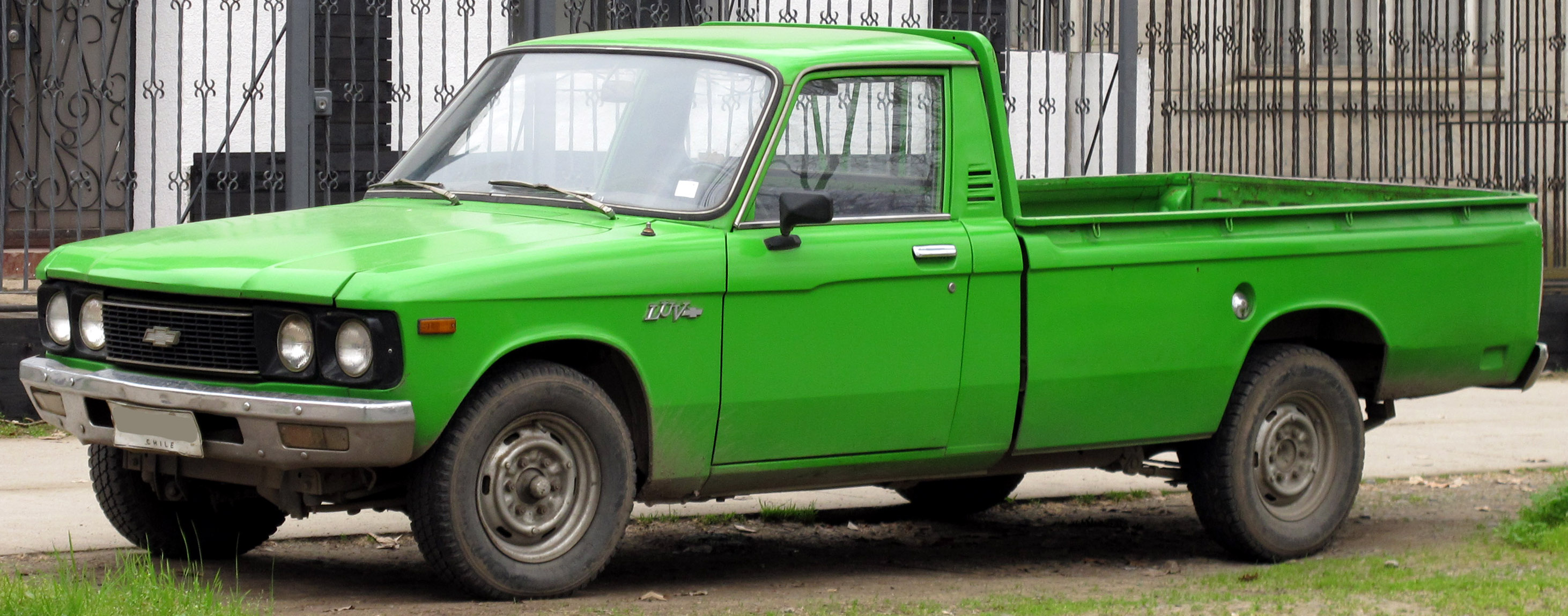
Isuzu Faster 1 (1972–1980)

- 1.6 L G161 OHV I4
- 1.6 L G161Z I4
- 1.8 L G180Z I4
- 2.0 L C190 I4 diesel

## Друге покоління (1980–1988)

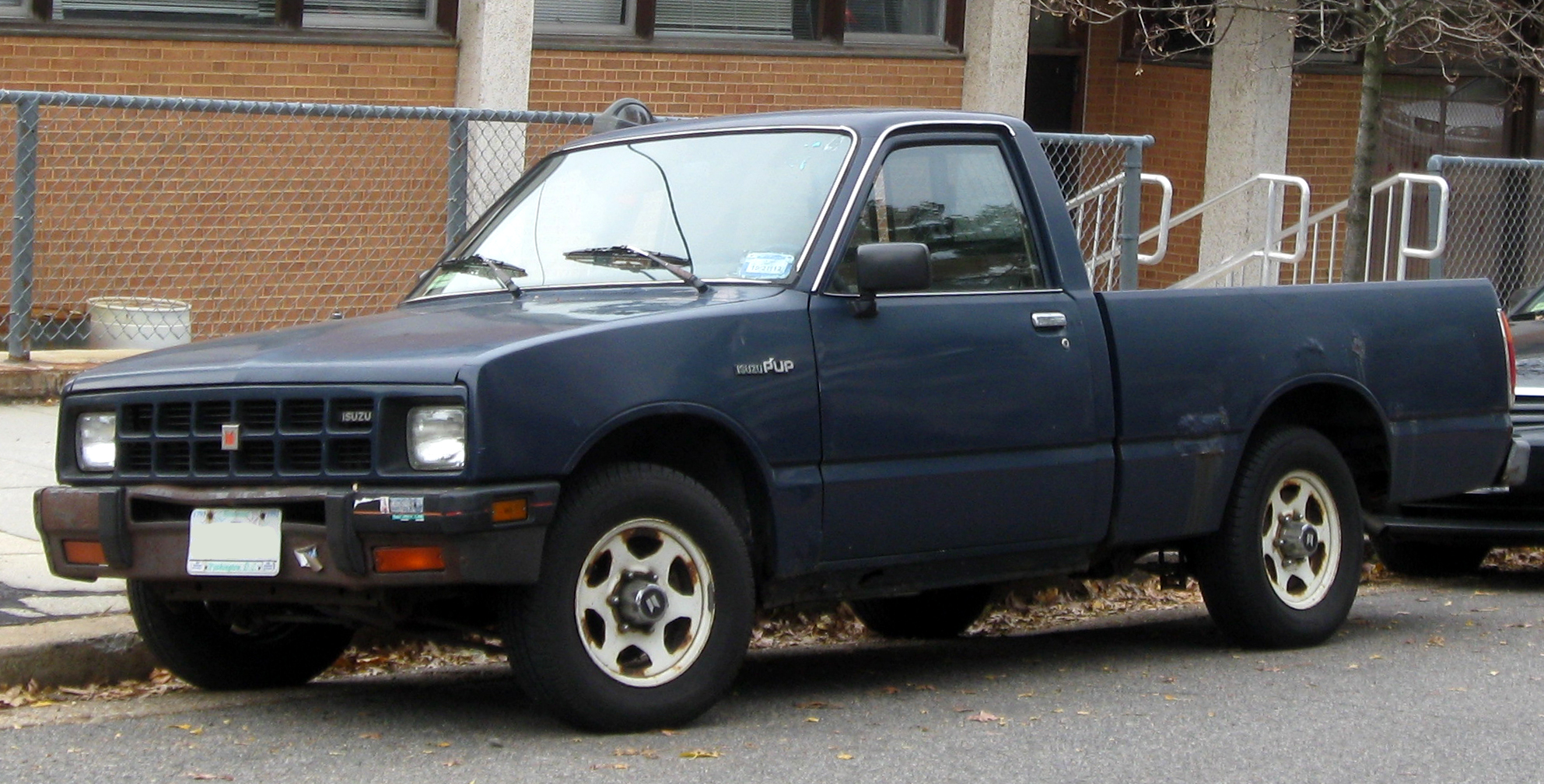
Isuzu Faster 2 (1980–1988)

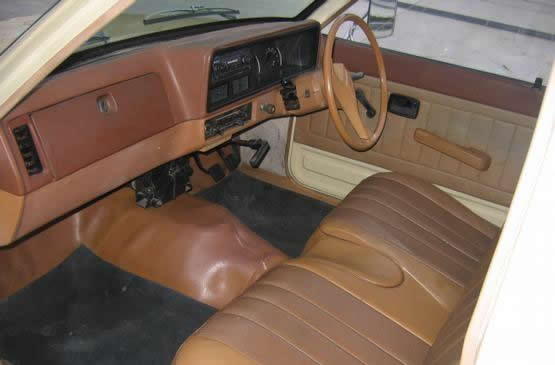

Бензинові:
- 1.6 L G161Z I4
- 1.6 L 4ZA1 I4
- 1.8 L G180Z I4
- 1.8 L 4ZB1 I4
- 2.0 L G200Z I4
- 2.3 L 4ZD1 I4

Дизельні:
- 2.0 L C190 I4
- 2.2 L C223 I4

## Третє покоління (TF; 1988–2002)

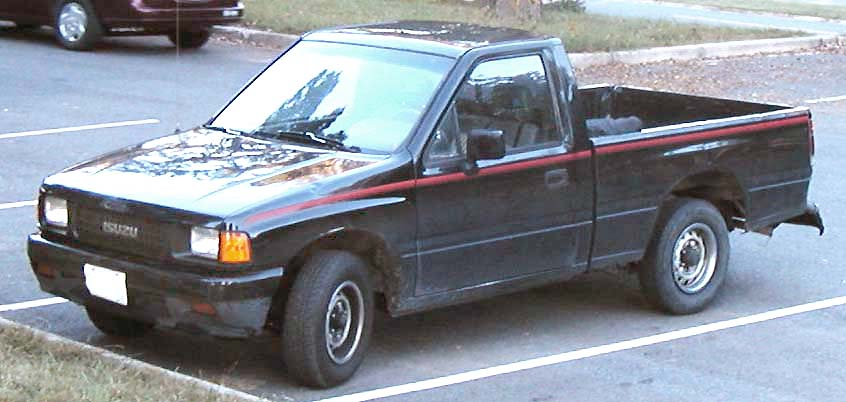
Isuzu Faster 3 (1987–1997)

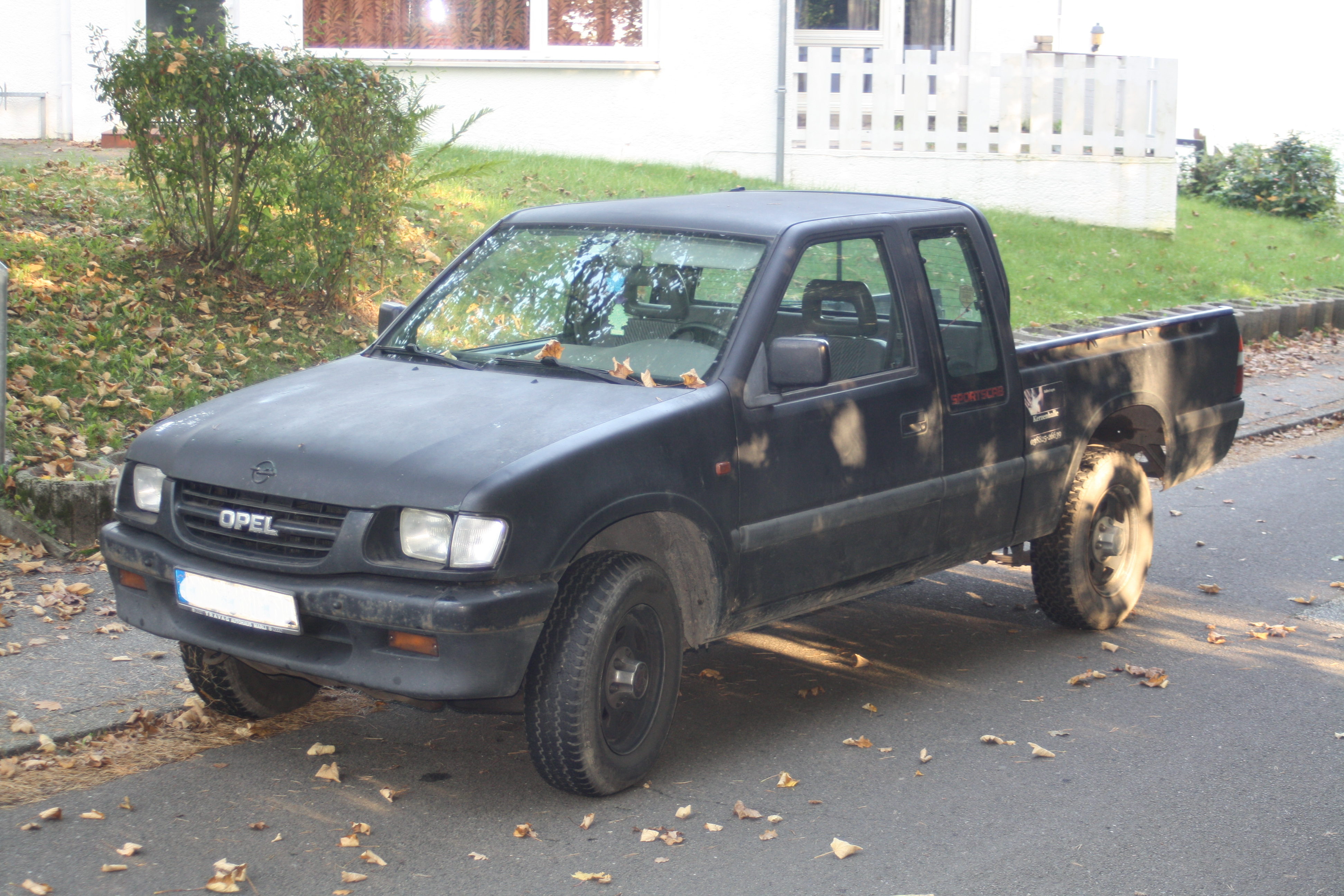
Opel Campo

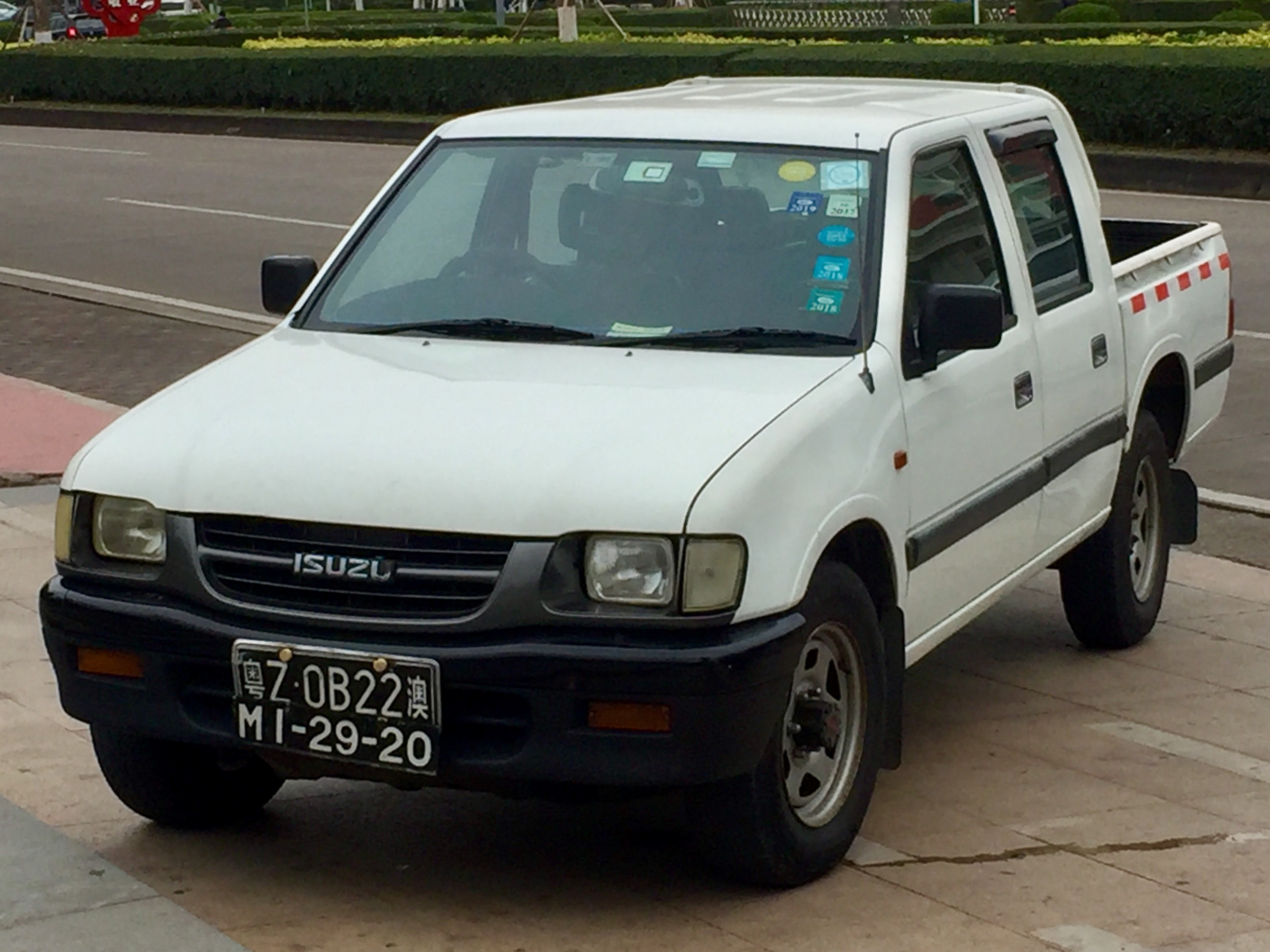
Isuzu Faster 3 (1997–2002)

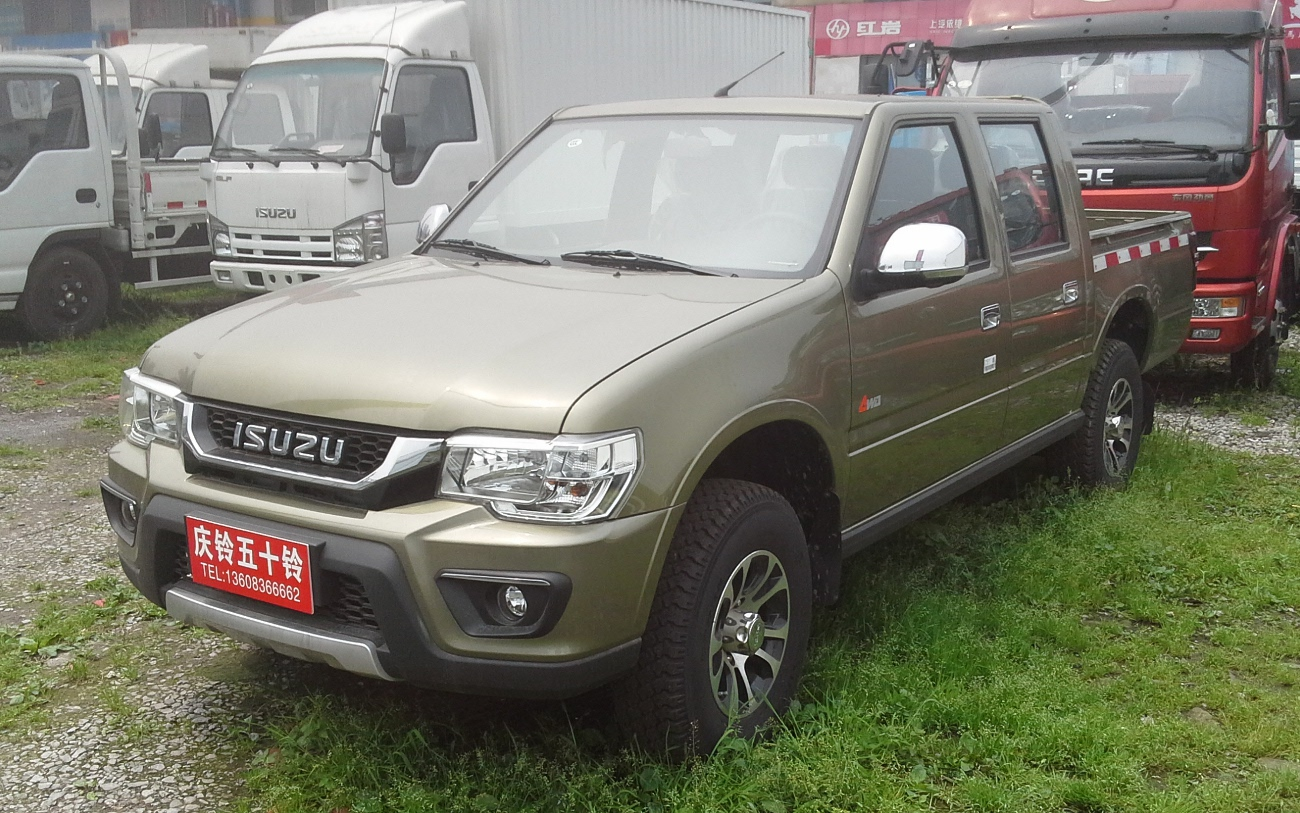
Isuzu TF (з 2015)

Isuzu Faster третьої генерації (TF) дебютував у 1988 році, На домашньому японському був розділений на дві моделі, з "Faster" з заднім приводом та Isuzu Rodeo. Версії продавані у Америці називались Isuzu Pickup та Chevrolet LUV. У Сполученому Королівстві пікап називався Isuzu TF, а також Bedford Brava з 1988 по 1991 рік, коли бренд Bedford був ліквідований пікап став називатися Vauxhall Brava. Isuzu також продавався у материковій Європі як Opel Campo. Бренд Opel також був використаний на Близькому Сході, частині Північної Африки та деяких азійських країнах.

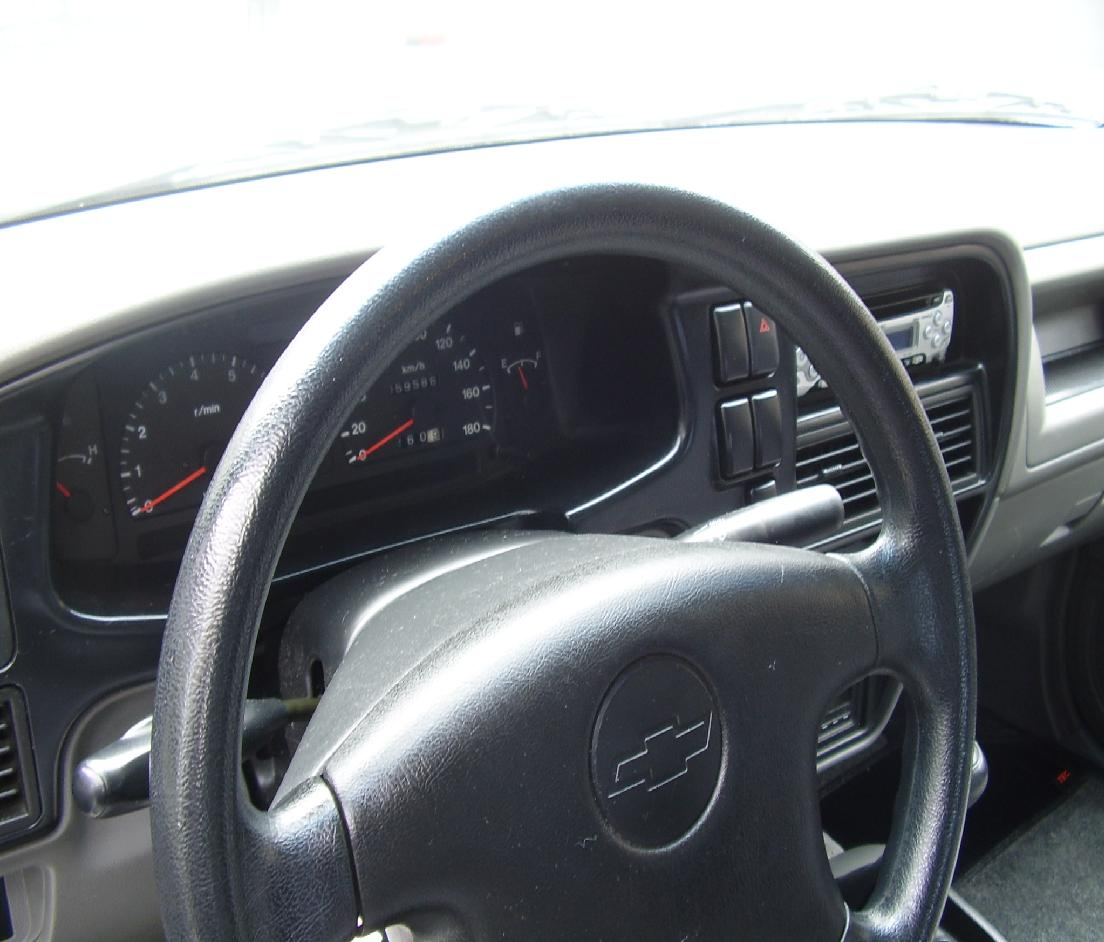

TF серія отримала facelift у 1997 році. Зовнішній вигляд був змінений, з більш округленою передньою частиною подібною до моделі Isuzu Wizard. У Китаї, де Isuzu TF досі виготовляється місцевим партнером Isuzu на спільному підприємстві Qingling Motors, на початку 2015 року він отримав другий facelift.
Японські продажі закінчилися в 1994 році без заміни, експортні ринки продовжували отримувати транспортний засіб до заміни на D-Max в 2002 році.

### Двигуни
- 2.2 L C22NE/22LE I4 115 к.с.
- 2.3 L 4ZD1 I4
- 2.6 L 4ZE1 I4
- 2.5 L 4JA1-T
- 2.8 L 4JB1-T td I4
- 3.0 L 4JH1-T
- 3.1 L 4JG2-T td I4
- 3.1 L LG6 V6
- 3.2 L 6VD1 V6